# Bøjet molekylær geometri
I kemi er bøjet molekylær geometri en ikke lineær molekylær geometri som de kemisk bindinger i molekyler kan have. Visse atomer, som bl.a. oxygen vil altid have de kovalente bindinger i en ikke-linær palcerin som følger af atomets elektronkonfiguration.
Vand (H2O) er et eksempel på et bøjet molekyle, samt dets analoge molekyler. Bindingsvinkel mellem de to hydrogenatomer er omkring 104.45°.
Ikke-lineær geometri er almindeligt for tri-atomiske molekyler og ioner, der indeholder hovedgruppe-grundstoffer, eksempelvis nitrogendioxid (NO2), svovldichlorid (SCl2) og methylen (CH2).